# ستراتوسفير

طبقات الغلاف الجوي

الغلاف الزمهريري أو الطبقة الزمهريرية أو الغلاف الطبقي أو الغلاف الجوي الطبقي أو نطاق التراصف أو المتكور الطبقي أو الغلاف الجوي العلوي أو الستراتوسفير هي إحدى طبقات الجو العليا التي تعلو طبقة التروبوسفير وتمتد من ارتفاع 18 كيلومتر إلى نحو 50 كم فوق سطح البحر، وهي طبقة من الهواء الرقيق تجتاحها الرياح العاتية إذ ينساب في قاعدتها نهران من التيارات الهوائية يجريان حول معظم الكرة الأرضية ويعرفان باسم تيارات الرياح المتدفقة. الهواء في هذه الطبقة جاف وصافٍ وبارد، حيث أن درجة الحرارة فيه ثابتة عند نحو -5°.
تبدأ هذه الطبقة عند الفاصل (التربوبوز) وتمتد في الارتفاع إلى نحو 80 كيلومتراً حيث يوجد فاصل إسمه (ستراتوبوز).
نحصل على معلوماتنا عن طبقة الستراتوسفير عن طريق إرسال بالونات البحث العلمي التي تحمل الأجهزة للقيام بقياسات في تلك الطبقة. وترسل الأجهزة العلمية إلى الأرض نتائج قياساتها آنياً بواسطة الإرسال والإستقبال اللاسلكي، أو تعود إلينا تلك الأجهزة محملة بما اختزنته من معلومات.

## سمات الطبقة
- خلوها من بخار الماء، ولذلك لا توجد بها سحب أو تيارات هوائية صاعدة أو هابطة.
- ينتشر غاز الأوزون قرب ارتفاع 30مترا مسببا ارتفاع درجة الحرارة حيث تصل على نحو 95 درجة.
- تتغير درجة الحرارة خلاف طبقة التروبوسفير فتزيد درجة الحرارة نحو القطبين وتقل نحو خط الاستواء.
- ثبات درجة الحرارة.

## مدفع باريس
كانت قذائف مدفع باريس الألماني أول شيء يصنعه إنسان يصل إلى طبقة الستراتوسفير وذلك عام 1918 م، خلال الحرب العالمية الأولى لاحظ رجال المدفعية الألمانية صدفة أن الرمي من مدفع ثقيل بزاوية ارتفاع كبيرة جعل القذيفة تقطع مسافة مضاعفة (40 كم بدلاً من 20 كم) وهذا كان عكس المتوقع إذ كانت القذيفة تقطع مسافات أفقية أقصر عندما تزيد زاوية ميلان المدفع عن مستوى معين، فظهر أن القذيفة المطلقة بزاوية كبيرة وسرعة ابتدائية كبيرة ستصل إلى الطبقات الجوية العليا حيث تكون مقاومة الهواء ضعيفة وتقطع القذيفة هناك الجزء الأكبر من طريقها قبل تقوسها نحو الأرض.
قبل نهاية الحرب عام 1918 م نجح الحلفاء في القضاء على الغارات الجوية الألمانية، فقرر الألمان أن يدمروا باريس بالمدفعية بدلاً من الطائرات، كانت باريس تبعد عن جبهتهم بمسافة تزيد عن 110 كم، فقاموا بصنع مدفع عملاق بعيد المدى تمت تسميته بمدفع باريس Paris gun يعتمد بشكل أساس على الاكتشاف آنف الذكر (الرمي بزاوية ميلان كبيرة) فكان يتم إطلاق قذيفة تزن 120 كغم بزاوية 52 درجة بسرعة 2000 م/ثا فترسم القذيفة قوساً كبيراً أعلى نقطة فيه ارتفاعها 40 كم أي تتوغل في طبقة الستراتوسفير ثم تضرب باريس على بعد 115 كم بعد أن تحلق في الجو لمدة 3.5 دقيقة، دقيقتين منها داخل طبقة الستراتوسفير، فتمكنت ألمانيا من إمطار باريس بما يزيد عن 300 قذيفة، فكانت هذه أول مرة يتم فيها رمي عدو يبعد هذه المسافة الكبيرة.